# Ah! Nana
Ah! Nana (stilsatt som AH!NANA) var en fransk vuxenserietidning med feministisk inriktning. Den gavs ut kvartalsvis 1976–1978 av Les Humanoïdes Associés med en kvinnlig redaktion och nästan undantagslöst med tecknade serier och texter av kvinnor.
Denna systertidning till Métal Hurlant hann ges ut i nio nummer, innan den hösten 1978 tvangs stoppa utgivningen. Den springande orsaken var ett förbud mot försäljning till minderåriga, förorsakat av temat homosexualitet i nummer 8. Redan tidigare hade man dock uppmärksammats för teman som nynazism, unga flickor och sadomasochism.
Ah! Nana presenterade serier av franska, italienska och nordamerikanska namn, med eller utan koppling till underground-rörelsen. Bland återkommande serieskapare fanns Chantal Montellier, Florence Cestac, Nicole Claveloux och Trina Robbins.

## Historia

### Bakgrund
Ah! Nana hade inspirerats av flera andra tidningar. År 1970 kom i USA den första serieantologin helt och hållet gjord av kvinnor – It Ain't Me, Babe. Därefter kom ett antal feministiska serietidningar i den nordamerikanska undergroundserietraditionen, inklusive Wimmen's Comix (även den 1970) och Tits & Clits, som också de enbart presenterade historier av kvinnor och med ämnen som menstruation, sexism, abort och liknande. Dels kom inspiration från de olika franska feministiska tidskrifter som dykt upp under 1970-talet, inklusive Le Torchon brûle, Les Cahiers du GRIF och Le Quotidien des Femmes. Formatet med ett unikt tema för varje nummer hämtades från tidningen Sorcières.
Tidningen var därmed del av en våg av femininistiskt präglad utgivning och under ett årtionde som i den franska seriebranschen ibland ses som en guldålder. 1970-talets franska vuxenserieexplosion präglades av att gränser av olika slag sprängdes och att en mängd nya ämnen började behandlas i serieform. Det var dock ännu långt mellan de framgångsrika kvinnliga serieskaparna i den fransk-belgiska seriebranschen, med Claire Bretécher som ett av mycket få undantag. Chantal Montellier menade att de få kvinnorna i seriebranschen ofta negligerades och i vissa fall inte ens gav tillträde till tidningarnas redaktionsmöten.

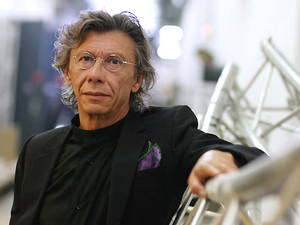
Jean-Pierre Dionnet (foto: 2013), som kom med idén till tidningen vid en middag.

Även redaktionen för Ah! Nana ville påverka och väcka reaktion hos läsarna genom känsliga ämnesval som pedofili, incest och homosexualitet. Tidningen var också präglad av att kvinnorörelsen i mitten av 1970-talet började prioritera utåtriktade aktioner och sådana som väckte uppmärksamhet. I Ah! Nanas fall använde man provokation och satir som medel för att nå ut och påverka folks uppfattningar.

### Första tid och innehåll
Tidningen startade efter diskussioner 1976 på en middag på den franska vuxenserietidningen Métal Hurlants redaktion. Förläggaren Jean-Pierre Dionnet föreslog för de närvarande kvinnliga medarbetarna – däribland Janic Guillerez-Dionnet – att man skulle starta en tidning med kvinnliga förtecken. Grillerez-Dionnet tog förslaget ad notam, och i oktober samma år utgavs det första numret av Ah! Nana, en 68-sidig tidning i magasinsformat med serier och texter i aktuella ämnen. inlagan trycktes i svart/vitt, medan omslaget var i färg. Baksidan kom ofta att ägnas åt en färgserie.

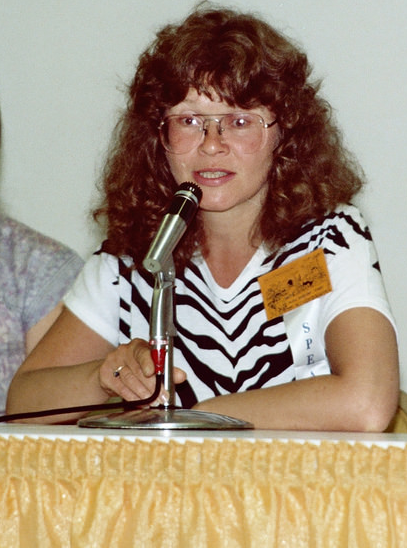
Trina Robbins (foto: 1982), en av de amerikanska bidragsgivarna.

Bland de återkommande medverkande i tidningen märktes Trina Robbins, Shary Flenniken, Chantal Montellier, Florence Cestac, Nicole Claveloux, Aline Issermann, Paula Jacques, Victoria Thérame och Sotha. Flera italienska och amerikanska serieskapare kompletterade således de franska namnen i denna publikation, inte helt olik serieblandningen i exempelvis förlagets huvudtidning Métal Hurlant.
Claveloux hade ägnat sig åt barnboksillustrationer sedan slutet av 1960-talet och i början av 1970-talet även började teckna serier. Hon kombinerade en eleganta och dekorativ teckningsstil med en förkärlek för alternativa eller rent absurdistiska tolkningar av kända berättelser eller (sago)teman. Hennes avantgarde-version av Alice i underlandet 1974 uppmärksammades av The New York Times, och Claveloux näsvisa seriefigur Grabote gjorde hyss på barntidningen Okapis seriesidor från och med 1973. I den första serien i debutnumret av Ah! Nana presenterade Claveloux en nytolkning av genren "sagor med prinsessor och prinsar"; i Claveloux' fall hamnar prinsessan i "Histoire de Blondasse, de Belle Biche, et de gros Chachat" ('Historien om Blondessan, Vackra hinden och Stora kattikatten') till slut i ett förhållande med en stor katt. Den serien var en utmaning mot rådande rasnormer och för en ökad tolerans vad gäller personlig frihet. Serien pekade också framåt mot temat i nummer 3, med sin banderoll mot rasism.

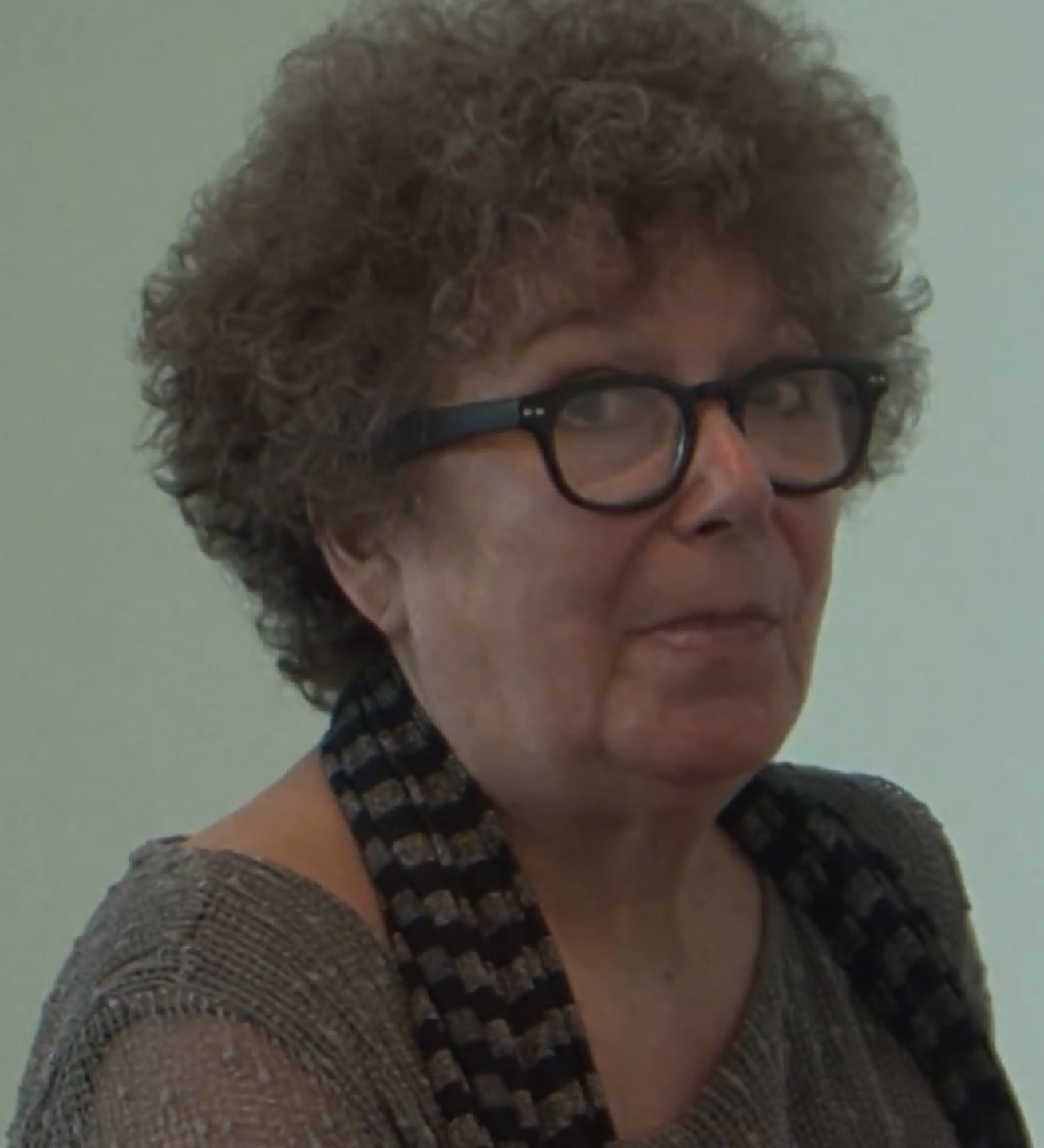
Chantal Montellier (foto: 2017), vars hårt samhällskritiska Andy Gang syntes i varje nummer.

Chantal Montellier bjöd i varje nummer på utdrag ur sin serie Andy Gang, en deckarserie med handlingen kretsande kring den franska polisen. I serien gisslade hon rasism, politiska skandaler och diverse övergrepp mot vanliga medborgare.
Idén att presentera artiklar om rockmusik och liknande i tidningen kom från kulturjournalisten och författaren Marjorie Alessandrini, som var del av redaktionen för Ah! Nana.
I den fasta krönikan "Histoire de la BD féminine" presenterades ett antal olika kvinnliga serieskapare ur seriehistorien, vissa här för första gången. Läsarna fick bland annat veta som låg bakom pseudonymen Marie Duval, tuschare och senare tecknare av den tidiga brittiska 1800-talsserien Ally Sloper. I Frankrike kom de första kvinnliga inslagen inom serievärlden långt senare, exempelvis via 1940-talstidningen Vaillante (systertidning till pojkserietidningen Vaillant.
Avdelningen "Gazette" introducerades i och med nummer två. Där presenterades nyheter om (framför allt) kvinnor verksamma inom olika medier.
Titeln på tidningen kan översättas som "Ah! Bruden", något som kunde ses som en drift med  sexistiska tillmälen mot kvinnor ibland får. Samtidigt var det en ordlek, eftersom titelnamnet uttalas på samma sätt som franskans ananas.

### Utveckling och teman
Tidningen presenterade sig som en serietidning både av och för kvinnor, tidningens redaktion och serieskaparna var uteslutande kvinnor (utom en man – speciellt inbjuden – per nummer). Detta var anmärkningsvärt inom serietidningsvärlden vid en tid då branschen nästan var uteslutande manlig. Seriebidragen gjordes i första hand av serieskapare från Frankrike, med viktiga komplement från USA och Italien. Bland de italienska bidragsgivarna fanns Cecilia Capuana, vars serier i Italien bland annat publicerades i Alter Linus. Nicole Claveloux bidrog med allegoriska sagor, i regel med anknytning till de olika numrens fasta teman; serierna återtrycktes senare i 1980 års album Le Petit légume qui rêvait d'être une panthère et autre récits.

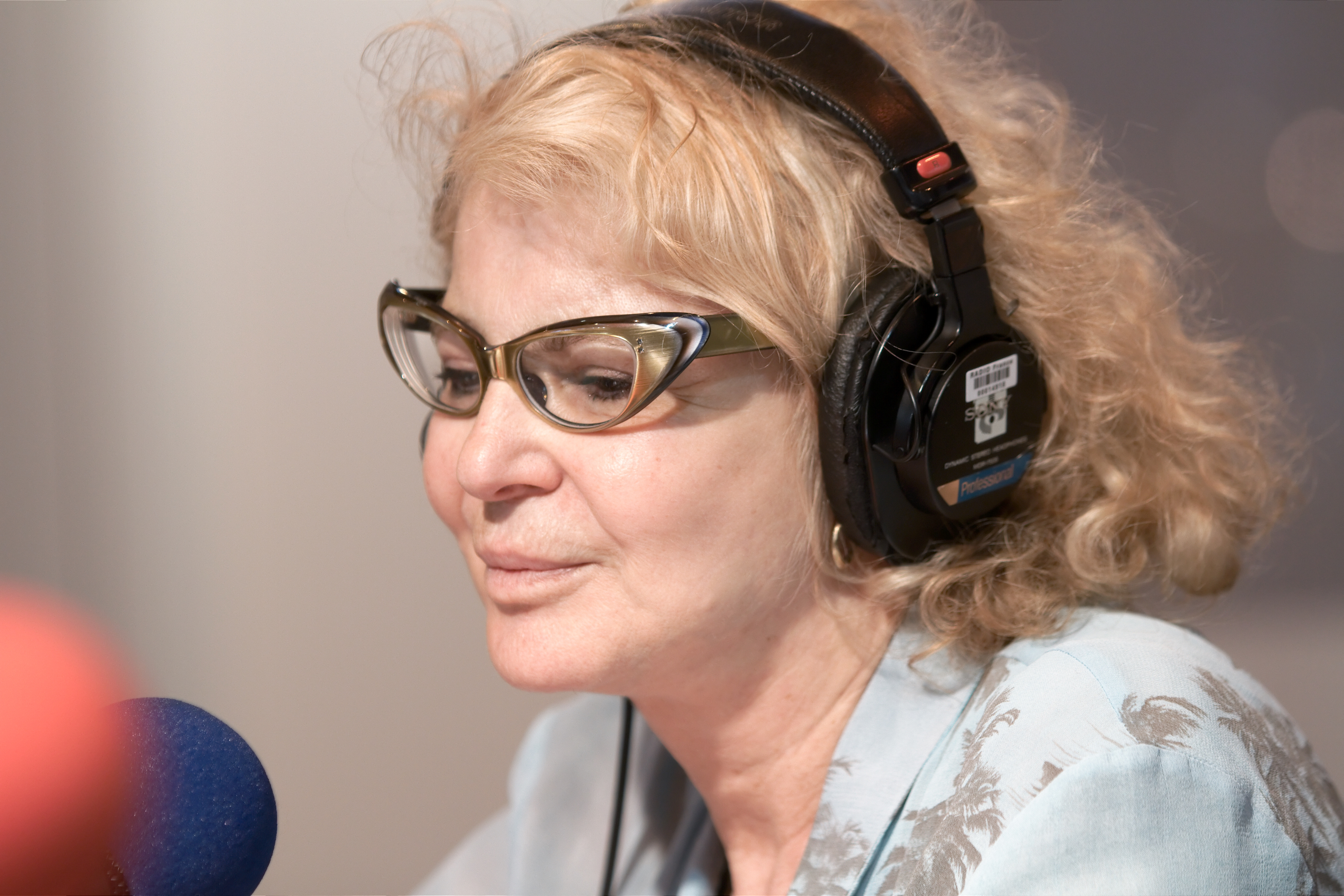
Paula Jacques (foto: 2010), en av skribenterna av numrens olika temamaterial i textform.

Från och med nummer 3 (april 1977) introducerade tidningen ett bärande tema för varje nummer. De valda ämnen präglades av tidningsredaktionens vilja att skapa uppmärksamhet – ibland provocera – kring viktiga men känsliga ämnen. I nummer 3 var det valda ämnet "Nazismen i våra dagar".
I numret därpå handlade det om mode, under rubriken "La mode démodée" ('Det urmodiga modet') och kretsande kring klädmodets betydelse för kvinnors roll i samhället. I Cecilia Capuanas ensidas "instruktion" för kvinnlig skönhet kompletteras traditionella skönhetsråd med ett blodigt användande av rakblad; detta skulle antyda kvinnors offer på skönhetskulturens altare.
Temat för nummer 5 var mannen. Serierna i numret visade fram mannen ur en kritisk vinkel, via karikatyr eller som bärare av patriarkatets förtryckarroll.
I det sjätte numret (januari 1978) var det bärande temat "Le sexe et les petites filles" ('Sexet/Könet och småflickor'). Ett antal även för sin tid högst känsliga ämnen passerade revy under numrets gång, inklusive små flickors upptäckt av den egna sexualiteten (exempel: Nicole Claveloux "Un fille toujours dans la lune", publicerad i svenska serieantologin Spegelns ansikte som "En flicka i det blå"), pedofilins historia och barnprostitution. I tidningen kritiserades även bristen på samtal omkring de här frågorna i den franska familjen.
I de kommande numren fortsatte tidningen att presentera ämnen som den dåtida kvinnorörelsen flaggade för – och kämpade emot. Den franska lagstiftningen ignorerade i stor utsträckningen problemet med våld mot kvinnor, och därför tog man i nummer 8 upp de två parallella ämnestrådarna kring våld respektive sadomasochism. Den upplevda banaliseringen av våld i massmedia, där man istället använde våldet – ofta mot kvinnor – som försäljningsargument, beskrevs och kritiserades. Tidningen betraktade via serier och texter de olika roller som kvinnor placeras i som del av de populärkulturella berättelserna, i ljuset av de fiktiva gestaltningar som kvinnor och män ägnar sig åt inom sadomasochismen. Serien "Où est Gwendoline" ('Var är Gwendoline') av Capuana och Rossati gav exempel på en radikal kritik mot rådande sexuella normer; SM-seansen i serien är enkom med "kvinnor", vilka i själva verket är gifta män som drömmer om att bli riktiga kvinnor.
I nummer 8 var homosexualitet och transsexualitet bärande teman. Homosexualitetens historia som brott belystes, och på numrets omslag stod den braskande uppmaningen "Changez de sexe!" ('Byt kön!').
Det sista numret (nummer 9) handlade i första hand om incest. Dess roll genom historien, i olika samhällen och inom mytologin behandlades, liksom dess karaktär av starkt tabu. Capuanas serie "Le Plus grand amour" ('Den största kärleken') berättar om den incestuösa kopplingen mellan en moder och hennes lille son.
Nedanstående listas de utgivna numren av tidningen, med förekommande bärande teman:
- #1 (okt. 1976)
- #2 (jan. 1977)
- #3 (april 1977): nynazism[5]
- #4 (juli 1977): mode[5]
- #5 (okt. 1977): män[5]
- #6 (jan. 1978): unga flickor
- #7 (april 1978): sadomasochism[5] och våld
- #8 (juli 1978): homosexualitet och transsexualitet
- #9 (sep. 1978): incest

### Nedläggning
Ah! Nana sålde i snitt 15 000 exemplar av en tryckt upplaga på 30 000, och den kom ut fram till och med september 1978 (nummer 9). Detta var lite jämfört med andra franska (vuxens)erietidningar, och det medförde svårigheter att få tidningen lönsam. Den redaktionella tonen var också ofta konfrontativ, vilket anses ha skrämt bort många potentiella tidningsköpare, både manliga och kvinnliga. Och mängden kontroversiella teman blev med tiden ganska många.
Efter tidningens nummer 8 belades tidningen med förbud mot försäljning till minderåriga, vilket motiverades med numrets bärande tema homosexualitet. Detta ledde till att förlaget därefter lade ner tidningen trots redaktionens protester; förbudet mot försäljning i tidningskiosker drog undan cirka en tredjedel av försäljningen. Dessutom ansåg förlaget att tidningen inte bar sig ekonomiskt.

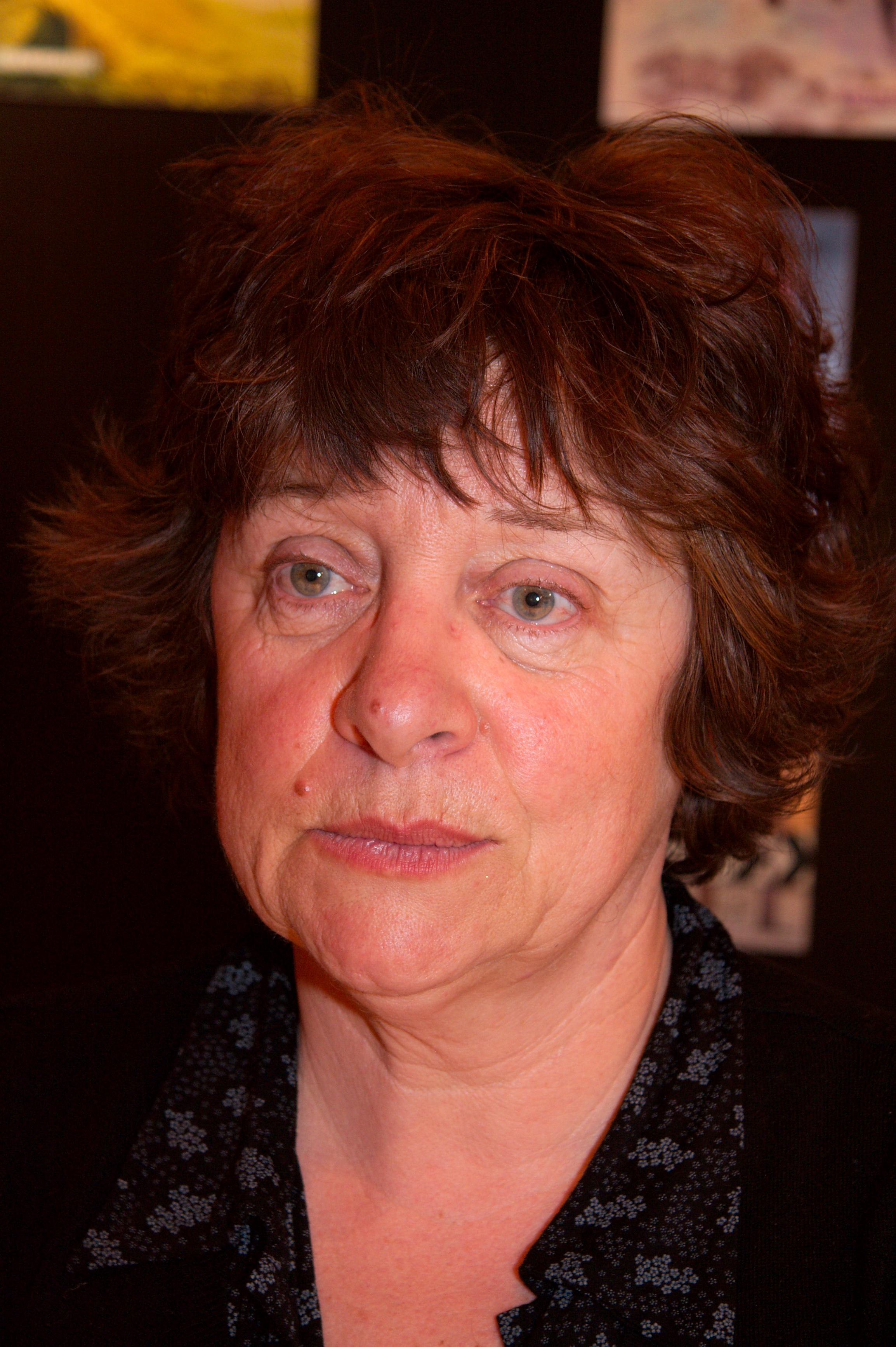
Florence Cestac (foto: 2008), en av de få bidragsgivarna som senare gjort sig ett namn.

Försäljningsförbudet vad gäller minderåriga kom i augusti 1978, samtidigt som redaktionen offentliggjort nästa nummers tema incest. Detta förstärkte domstolsbeslutet om censur på grund av "pornografi" (temat sadomasochism i nummer 7 fanns också i färskt minne). Redaktionen meddelade nedläggningen av tidningen på en helsida i nummer 9, där man i hårda ordalag kritiserade den franska censurens tystande av en obehaglig (kvinnliga) medieröst. Samtidigt var tidningens teman i många av numren högst kontroversiella och känsliga, även om själva innehållet i serierna sällan var unikt provokativa i jämförelse med andra vuxenserietidningar från den tiden.

## Betydelse och efterspel
Ambitionsnivån på tidningen var hög vad gällde historierna, med talangfulla och mer eller mindre etablerade manusförfattare och tecknare. Tidningen var också viktig som introduktör av nordamerikanska (kvinnliga) serieskapare på den franska seriemarknaden, vid en tid då franska Métal Hurlant inspirerade till grundandet av Heavy Metal. Till slut blev den "oförsiktiga" och avantgardistiska redaktionella politiken tidningens fall.
Tidningens försök att förändra den franska sexualpolitiken stötte på patrull mot landets censurmyndigheter, snarlikt vad som hände den likaledes utmanande serietidningen Hara-Kiri nio år tidigare. I Hara-Kiris fall kunde den tidningen ombildas till Charlie Hebdo och därigenom leva vidare; medan Ah! Nanas försvinnande lämnade ett hål i den franska serietidningsutgivningen efter sig.
Några få av de tongivande serieskaparna – inklusive Claveloux, Montellier och Florence Cestac – fortsatte dock att vara verksamma i bland annat Métal Hurlant, men tidningens samlande feministiska inriktning fick inte någon direkt motsvarighet i andra franska serietidningar. Det skulle dröja tills 1990-talets begynnande franska mangavåg, innan verk av kvinnliga serieskapare i större antal kom att börja synas i de franska serieställen. Än idag (2011) är Ah! Nana utan motstycke som fransk kvinnoserietidning.

### Återtryck och översättningar
Ah! Nana återutgavs senare som samlingsband, vilket är en utgivningsform där ett antal tidningsexemplar binds ihop under ett gemensamt bokomslag. Nummer 1–4 kom i ett samlingsband, 5–8 i ett annat, medan avslutande nummer nio inte återkom i någon form.
En hel del av serierna i tidningen samlades senare som seriealbum. Detta gäller bland annat serienovellerna av Nicole Claveloux (Le Petit légume qui rêvait d'être une panthère et autre récits, 1980) och serier av Chantal Montellier.
Ett urval av Ah! Nanas serier publicerades 1982 på svenska i Spegelns ansikte, den andra utgåvan hos Horst Schröders nystartade vuxenserieförlag Medusa. Albumets undertitel var "Kvinnoserier från Frankrike och Italien"; bland de franska bidragsgivarna fanns Florence Cestac, Chantal Montellier och Nicole Claveloux, medan Cecilia Capuana ensam fick representera tidningens italienska ingredienser. Serierna i Medusas serieantologi var i likhet med inslagen i Ah! Nana tryckta i svart-vitt, med undantag för serien på bakpärmen (Cecilia Capuanas drift med skönhetsindustrin och dess påverkan på kvinnor).